# Нижнее (озеро, Антарктида)
Нижнее — озеро в восточной Антарктиде, расположенное в Оазисе Холмы Тала. Недалеко от озера расположены полярные станции Молодёжная и Гора Вечерняя.
Является самым крупным из расположенных в районе небольших водоёмов. Площадь зеркала — 0,015 км². Высота над уровнем моря — 41 м.
pH составляет 6,5. Озеро проточное. Вскрывается ото льда в северной части только в самые тёплые малоснежные сезоны